# ویکتور زیلبرمن
ویکتور زیلبرمن (انگلیسی: Victor Zilberman؛ زادهٔ ۲۰ سپتامبر ۱۹۴۷) ورزشکار بوکس اهل رومانی است.
وی در مسابقات کشوری و بین‌المللی در مجموع برندهٔ ۸ مدال طلا، ۲ مدال نقره، ۱ مدال برنز شده‌است.